# Neus Sanz i Escobar
Neus Sanz i Escobar (Igualada, 18 de setembre de 1973) és una actriu catalana de teatre, televisió i cinema.
És coneguda per la seva trajectòria en companyies de teatre com La Cubana i la seva participació en sèries de televisió com Los hombres de Paco, d'Antena 3, i films com Volver, de Pedro Almodóvar. El 2007 rebé el premi Intercoiffure.

## Obres

### Teatre
- Cómeme el coco, negro (La Cubana. Gran Casino de Barcelona, Sant Pere de Ribes). 1991
- Maratón dancing (La Cubana. Mercat de les Flors. Barcelona). 1992
- Equipatge per al 2000 (La Cubana. CCCB. Barcelona). 1999
- Cubanades (La Cubana. Gira per Espanya i França). 2000-2001
- Una nit d'òpera (La Cubana. Barcelona). 2001-2002
- Asesinas monólogos. (Dirigida per Filomena Martorell). 2003
- Tinc pis monólogos. (El Terrat, Teatre Victòria. Barcelona). 2003
- 5mujeres.com (Globomedia. Gira per Espanya). 2005-2008

### Televisió
- Els Grau (La Cubana. TV3). 1991
- Teresines, S.A (La Cubana. TV3). 1991-1992
- Me lo dijo Pérez (La Cubana. Tele 5). 1998-1999
- Tinc pis (El Terrat. BTV). 2003-2004
- Casi perfectos (Globomedia Antena 3). 2004
- 4 arreplegats (El Terrat. TV3). 2005.
- Los hombres de Paco (Globomedia. Antena 3). 2006
- Los Irrepetibles de Amstel (Globomedia. La Sexta). 2006
- Al pie de la letra (Antena 3). 2007
- El barco (Globomedia, Tele 5). 2011

### Cinema
- Volver, de Pedro Almodóvar, 2006
- Carlitos y el campo de los sueños, 2008